# 세자르상
세자르상(프랑스어: César du cinéma, 영어: César Award)은 프랑스의 영화에 대한 상으로, 현재 프랑스 영화 산업에 가장 큰 영향을 주고있다.

## 시상 부문

### 현재의 시상 부문
- 작품상 (Meilleur film, 1976년~)
- 감독상 (Meilleur réalisateur, 1976년~)
- 남우주연상 (Meilleur acteur, 1976년~)
- 여우주연상 (Meilleure actrice, 1976년~)
- 남우조연상 (Meilleur acteur dans un second rôle, 1976년~)
- 여우조연상 (Meilleure actrice dans un second rôle, 1976년~)
- 남우신인상 (Meilleur espoir masculin, 1983년~)
- 여우신인상 (Meilleur espoir féminin, 1983년~)
- 각색상 (Meilleure adaptation, 2006년~)
- 각본상 (Meilleur scénario original , 2006년~)
- 감독데뷔상 (Meilleur premier film, 1982년~)
- 외국어영화상 (Meilleur film étranger, 1976년~)
- 애니메이션 영화상 (Meilleur film d'animation, 2001년~)
- 다큐멘터리 영화상 (Meilleur film documentaire, 1995년~)
- 단편영화상 (Meilleur film de court métrage, 1992년~)
- 촬영상 (Meilleure photographie, 1976년~):
- 의상상 (Meilleurs costumes), 1985년~)
- 편집상 (Meilleur montage, 1976년~)
- 음악상 (Meilleure musique originale, 1976년~)
- 미술상 (Meilleurs décors, 1976년~)
- 음향상 (Meilleur son, 1976년~)

### 현재의 특별상 부문
- 공로상 (César d'honneur, 1976년~)
- 다니엘 토스캉 두 플랑티에상 (Prix Daniel Toscan du Plantier, 2008년~)
- Trophée César & Techniques (2011년~)
- Médaille d'or de l'Académie (2015년~)

## 같이 보기
- 아카데미상
- 영국 아카데미 영화상
- 뤼미에르상
- 루이 들뤼크상